# Йоахім Брюннер
Йоахім Брюннер (нім. Joachim Brünner; 12 квітня 1919, Бреслау — 16 вересня 1944, Норвезьке море) — німецький офіцер-підводник, оберлейтенант-цур-зее крігсмаріне.

## Біографія
9 жовтня 1937 року вступив на флот. З грудня 1940 по жовтень 1941 року — дивізійний, потім вахтовий офіцер на легкому крейсері «Лейпциг». В жовтні 1941 року перейшов в підводний флот. Після закінчення курсів підводника в березні 1942 року зарахований в резерв 27-ї флотилії, з червня — бази підводних човнів в Нарвіку. З серпні 1942 по травень 1943 року — 1-й вахтовий офіцер підводного човна U-703. В травні-липні 1943 року пройшов курс командира човна при 24-й флотилії і 6 липня був призначений командиром U-703. Здійснив 6 походів (разом 132 дні в морі). 16 вересня 1944 року човен і всі 54 члени екіпажу зникли безвісти в Норвезькому морі між Ісландією та Норвегією.
Всього за час бойових дій потопив 3 кораблі загальною водотоннажністю 11 767 брт.
| Назва          | Тип               | Належність      | Дата           | Вантаж                          | Тоннаж (БРТ) | Екіпаж | Загинули | Місце                                                       |
| T-911 (No 65)  | траулер           | СРСР            | 30 липня 1943  |                                 | 559          | 42     | 28       | 71°07′ пн. ш. 51°50′ сх. д. / 71.117° пн. ш. 51.833° сх. д. |
| Сергей Киров   | торговий пароплав | СРСР            | 1 липня 1943   | обладнання Норильського заводу  | 4 146        | 54     | 1        | 75°48′ пн. ш. 83°52′ сх. д. / 75.800° пн. ш. 83.867° сх. д. |
| Empire Tourist | торговий пароплав | Велика Британія | 7 березня 1944 | 400 т деревини та 600 т вугілля | 7 062        | 68     | 0        | 73°25′ пн. ш. 22°11′ сх. д. / 73.417° пн. ш. 22.183° сх. д. |

## Звання
- Кандидат в офіцери (9 жовтня 1937)
- Морський кадет (28 червня 1938)
- Фенріх-цур-зее (1 квітня 1939)
- Оберфенріх-цур-зее (1 березня 1940)
- Лейтенант-цур-зее (1 травня 1940)
- Оберлейтенант-цур-зее (1 квітня 1942)

## Нагороди
- Залізний хрест
  - 2-го класу (1941)
  - 1-го класу (жовтень 1943)
- Нагрудний знак підводника (27 вересня 1942)